# Tekoči eksploziv
Tekoči eksploziv je brizantni eksploziv v tekočem stanju. Večina tekočih eksplozivov je oljnate sestave, so brezbarvni in brez vonja; zaradi teh lastnosti so postali priljubljeni pri teroristih, ker jih je težje zaznati kot trdne eksplozive. 

## Seznam
- Metilnitrat
- Nitrometan
- Tetranitrometan